# Klára Würtz
Klára Würtz (Boedapest, 1965) is een Hongaarse pianiste. Würtz doceert aan het Utrechts Conservatorium.

## Levensloop
Klára Würtz is de dochter van Ádám en Klára Würtz. Ádám Würtz was een kunstschilder, maar ook liefhebber van klassieke muziek. Haar belangstelling voor muziek werd gewekt toen haar zus jazz-zangeres wilde worden. Klára begon al op haar vijfde levensjaar piano te spelen, maar van haar 6e tot haar 14e was zij lid van een kinderkoor van de Hongaarse radio. Zelf zei zij over het koor dat het hard werken was, bijna militaire dienst. Het kinderkoor maakte veelvuldig reizen naar verschillende landen en werelddelen, iets dat in het communistische Hongarije een bijzonder privilege was, waar Klára van genoot. Zij speelde vaak de intermezzi op de piano tijdens de voorstellingen.
In 1979 werd ze toegelaten tot de Faculteit voor Getalenteerde Kinderen van de Franz Liszt Muziekacademie. Kinderen van de talentenklas van Miklósné Máthé waren gewoonlijk rond de 7 of 8 jaar; daartussen viel Klára met haar 14 jaar wel op. Toen ze 17 werd kreeg ze les van Zoltán Kocsis, Ferenc Rados en György Kurtág, en volgde een masterclass bij András Schiff in Engeland. 
In 1985 won zij de Ettore Pozzoli Pianocompetitie in Milaan. Zij nam in 1988 deel aan de “Dublin International Piano Competition”, en viel in de prijzen met werk van Schubert. In de jury zat een vertegenwoordiger van Columbia Artists Management uit New York die haar een contract aanbood. Het betrof een project om klassieke muziek in alle uithoeken van de Verenigde Staten te brengen. In 1989 studeerde ze cum laude af. 
In 1991 ging ze naar de VS om er volgens contract meer dan honderd concerten in 38 verschillende staten van de VS te geven. Naar eigen zeggen was deze gelegenheid een beslissend punt in haar carrière, omdat ze daarmee haar serieuze angsten op het toneel heeft kunnen leren beheersen.
Samen met Joan Berkhemer en Nadia David vormde ze het Klaviertrio Amsterdam, en Klara speelde in die tijd ook verschillende malen samen met duopartner Janine Jansen. Later speelde ze regelmatig samen met Timora Rosler. Aanvankelijk woonde ze en gaf ze les in Groningen, maar sinds 1996 woont ze in Amsterdam. Op uitnodiging van Pieter van Winkel van Brilliant Classics nam ze in de Maria Minor de verzamelde pianosonates van Mozart op (1998) als onderdeel van de Mozart Edition, de budgetreeks Mozartwerken die via Kruidvat populariteit verwierf. Klára en Pieter sloten vriendschap en na 5 jaar trouwden ze. In 2001 maakte zij een tournee met de Nordwestdeutsche Philharmonie in Nederland en Duitsland met het pianoconcert van Schumann. In het 2003 speelde Klára Würtz Mozart in de Carnegie Hall en de Boston Symphony Hall met het Boston Symphony Orchestra o.l.v. Bernard Haitink.
In 2006, het Mozartjaar, werd ze uitgenodigd om op de Salzburger Festspiele op te treden. Zelf zegt ze daarover dat ze vermoedt dat ze werd uitgenodigd vanwege de CD’s met de verzamelde Mozartsonates die ze eerder had gemaakt.
Haar carrière vertoont ups en downs; periodes van optreden worden afgewisseld met stiltes. Na de geboorte van haar dochter (2004) heeft zij een jaar niet kunnen spelen vanwege peesontstekingen in haar handen. Maar het is ook niet haar ambitie om, zoals ze dat zelf zegt, "een toppianiste" te worden. Klára woont met haar gezin in Amsterdam en is hoofdvak docente aan het Utrechts Conservatorium.

## Discografie
Klára Würtz nam meer dan 30 cd’s op. Haar opname van de Mozart pianosonates is een referentie-opname. Haar muziekopnames bestrijken voornamelijk de Klassieke en Romantische periode: Mozart, Beethoven, Brahms, Schubert, Schumann, Tsjaikovski.

## Privéleven
Eind jaren 80 leerde ze Eddy Schaafsma van Nieuwsblad van het Noorden kennen, trouwde met hem en ging naar Groningen.
Ze trouwde daarna met de Nederlandse labelmanager Pieter van Winkel van Brilliant Classics, en is sinds 1996 woonachtig in Amsterdam.

## Wetenswaardigheden
- Haar favoriete pianostuk is Fantasie voor piano van Robert Schumann[2]
- Klára Würtz heeft korte pinken. Ze gebruikt daarom soms de ringvinger waar gewoonlijk de pink gebruikt wordt.[3]
- Klára nam soms haar hond mee het podium op.[4]

- Bibliothèque nationale de France: cb16190158m (data)
- Gemeinsame Normdatei: 136269753
- International Standard Name Identifier: 0000 0000 7853 6017
- Library of Congress Control Number: no2001044193
- MusicBrainz: eabfdf13-2234-41f2-973c-8bb132774c07
- Nationale Bibliotheek van Tsjechië: xx0208941
- Nationale Bibliotheek van Israël: 987007396006005171
- Istituto Centrale per il Catalogo Unico: LO1V309157
- Système universitaire de documentation: 161268382
- Virtual International Authority File: 53800255
- WorldCat: E39PBJxRxtGPbqfqwVKJky6VG3